# Eupithecia pallida
Eupithecia pallida är en fjärilsart som beskrevs av Leo Schwingenschuss 1953. Eupithecia pallida ingår i släktet Eupithecia och familjen mätare. Inga underarter finns listade i Catalogue of Life.